# وينتر (مغنية)
كيم مين جيونغ (بالكورية:김민정؛ من مواليد 1 يناير 2001)، والمعروفة مهنيًا باسم وينتر، هي مغنية كورية جنوبية وعضوة في فرقة الفتيات الكورية الجنوبية ايسبا منذ نوفمبر 2020. وعضوة في الفرقة الفرعية قوت ذا بيت منذ يناير 2022.

## النشأة
ولدت كيم مين جيونغ في 1 يناير 2001 في بوسان، كوريا الجنوبية  لكنها أمضت طفولتها في يانغسان. ولدت لعائلة عسكرية حيث ان والدها وشقيقها الأكبر والعديد من أقاربها جميعهم في الجيش وبسبب ذلك حلمت في البداية بأن تصبح جندية.
ذهبت إلى مدرسة يانغسان المتوسطة وكانت طالبة مجتهدة وكانت في الرياضيات المتقدمة وكانت تحظى بشعبية كبيرة بين الطلاب. تعلمت العزف على آلات متعددة مثل البيانو والغيتار ولعبت رياضات مختلفة مثل البولينج والكندو والمبارزة وكرة السلة وكرة الريشة وكانت أيضًا في نادي الرقص بالمدرسة. كانت تحضر مدرسة يانغسان الثانوية للبنات حتى اكتشفها احدى العاملين في وكالة إس إم إنترتينمنت أثناء أدائها في مهرجان الرقص في مدرستها في عام 2016.

## المهنة
تدريت وينتر لمدة اربع سنوات وترسمت في نوفمبر 2020 في فرقة الفتيات ايسبا وموقعها صوت قيادي. 
في 2022، تم الاعلان عن وينتر كعضوة في فرقة الفتيات الفرعية قوت ذا بيت مع زميلتها كارينا و عضوات غيرلز جينيريشن تايون وهيويون، عضوات ريد فلفيت ويندي وسولقي والفنانة المنفردة بوا.  في نفس السنة اصدرت وينتر اغنية مع نينق نينق للمسلسل التلفزيوني البلوز خاصتنا. 
في نوفمبر 2023 اصدرت وينتر تعاون مع عضوة جي ايدل سويون وعضوة آيف ليز اغنية بعنوان «Nobody». في نفس الشهر، أُعلن أنها جزء من الموسيقى التصويرية للمسلسل التلفزيوني المغنية المنبوذة وأصدرت أغنية "Voyage" للمسلسل في 19 نوفمبر. تم الكشف أيضًا عن أن وينتر جزء من الموسيقى التصويرية للمسلسل شيطاني وستصدر أغنية بعنوان "With You".

## أعمال اخرى
في 13 أكتوبر 2023، أصبحت وينتر وجه العلامة التجارية الكورية الجنوبية للعناية بالبشرة ومستحضرات التجميل «Mamonde». في 20 نوفمبر، أصبحت سفيرة رالف لورين في كوريا الجنوبية.

## الحياة الشخصية
على الرغم من ان عائلتها بوذيون وينتر صرحت أنها ليست متدينة.